# Siège de Fort-Slack
Rough Wooing
Batailles
Édimbourg (1544) - Ancrum Moor (1545) - Pinkie Cleugh (1547) - Broughty (1547-1550) - Haddington (1548-1549) - Ambleteuse (1549) - Fort-Slack (1549)
Alors que la France avait rouvert les hostilités avec l'Angleterre le 8 août 1549, les Français entamèrent une campagne de reconquête des dernières places fortes sur le territoire, qui culminera 9 ans plus tard avec la prise de Calais en 1558. François de Guise et Anne de Montmorency s'attaquèrent simultanément à Fort-Slack et à Ambleteuse.

## Le siège
Après s'être emparée de Marquise le 22 août, l'armée française se sépara. Une partie se dirigea vers Ambleteuse, tandis que l'autre commença le siège de Fort-Slack le 24.
Quelques compagnies d'infanterie d'assaut, soutenues par l'artillerie, assaillirent le fort à l'aide d'échelles et ce dernier fut assez rapidement submergé, non sans un rude combat, et la garnison forcée de se rendre.
La prise des forts de liaison entre Boulogne et Calais sera décisive en vue de la reconquête de ces derniers territoires anglaises.

## Source et bibliographie
Jean-Claude Castex, Répertoire des combats franco-anglais des guerres de la Renaissance, Canada, Les éditions du Phare-Ouest, 2012, 246 p., p. 102-103